# Стіннетт (Техас)
Стіннетт (англ. Stinnett) — місто (англ. city) в США, в окрузі Гатчинсон штату Техас. Населення — 1650 осіб (2020).

## Географія
Стіннетт розташований за координатами 35°49′23″ пн. ш. 101°26′37″ зх. д. / 35.82306° пн. ш. 101.44361° зх. д. (35.823092, -101.443620).  За даними Бюро перепису населення США в 2010 році місто мало площу 5,14 км², уся площа — суходіл.

## Демографія
Згідно з переписом 2010 року, у місті мешкала 1881 особа в 697 домогосподарствах у складі 508 родин. Густота населення становила 366 осіб/км².  Було 850 помешкань (165/км²).
Расовий склад населення:
| - 91,5 % — білих - 2,0 % — корінних американців - 1,3 % — чорних або афроамериканців - 0,2 % — азіатів - 3,3 % — осіб інших рас |

До двох чи більше рас належало 1,8 %. Частка іспаномовних становила 11,0 % від усіх жителів.
За віковим діапазоном населення розподілялося таким чином: 25,3 % — особи молодші 18 років, 61,5 % — особи у віці 18—64 років, 13,2 % — особи у віці 65 років та старші. Медіана віку мешканця становила 36,8 року. На 100 осіб жіночої статі у місті припадало 105,6 чоловіків;  на 100 жінок у віці від 18 років та старших — 104,8 чоловіків також старших 18 років.
Середній дохід на одне домашнє господарство  становив 60 931 долар США (медіана — 46 490), а середній дохід на одну сім'ю — 66 684 долари (медіана — 55 046). Медіана доходів становила 60 813 долари для чоловіків та 31 563 долари для жінок. За межею бідності перебувало 16,3 % осіб, у тому числі 27,1 % дітей у віці до 18 років та 27,8 % осіб у віці 65 років та старших.
Цивільне працевлаштоване населення становило 606 осіб. Основні галузі зайнятості: освіта, охорона здоров'я та соціальна допомога — 20,3 %, сільське господарство, лісництво, риболовля — 14,5 %, виробництво — 12,4 %, роздрібна торгівля — 10,4 %.